# Hugo Boucheron
Hugo Boucheron (Lyon, 30 de maio de 1993) é um remador francês, campeão olímpico.

## Carreira
Boucheron conquistou a medalha de ouro nos Jogos Olímpicos de Verão de 2020 em Tóquio na prova de skiff duplo masculino, ao lado de Matthieu Androdias, com o tempo de 6:00.33.